# Hákun Djurhuus
Hákun Djurhuus (Tórshavn, 1908. december 11. – Tórshavn, 1987. szeptember 22.) feröeri tanár és politikus, a Fólkaflokkurin (Néppárt) egykori tagja és elnöke. 1963-tól 1967-ig Feröer miniszterelnöke volt.

## Pályafutása
A Føroya Læraraskúlin végzett tanulmányainak befejezése után, 1932-től tanárként dolgozott Skálabotnurban és Innan Glyvurban, majd 1934–1976-ig Klaksvíkban töltött be tanári állást – igaz itt politikai elfoglaltságai miatt a gyakorlatban keveset oktatott.
Emellett a Norðlýsið című újság főszerkesztői posztját is betöltötte, ahová ismert nagybátyja, Janus Djurhuus rendszeresen írt cikkeket.
1946–1980-ig a Løgting tagja, 1950-1951 között elnöke volt. Ezután 1956-ig miniszter, 1957–1960-ig és 1968–1973-ig a Folketing két feröeri képviselőjének egyike volt. 1963-tól 1967-ig Feröer miniszterelnöke volt, valamint ezzel párhuzamosan a néppárt elnöke.

## Magánélete
Szülei Armingard (vagy Armgarð) Maria szül. Djurhuus Tórshavnból és Joen Hendrik D. Poulsen Skúvoyból. Hákun – akkoriban szokatlan módon – édesanyja vezetéknevét örökölte. Janus Djurhuus és Hans Andrias Djurhuus a nagybátyjai voltak. Felesége a tórshavni Hjørdis szül. Kamban.

## Fordítás
- Ez a szócikk részben vagy egészben a Hákun Djurhuus című német Wikipédia-szócikk ezen változatának fordításán alapul.  Az eredeti cikk szerkesztőit annak laptörténete sorolja fel. Ez a jelzés csupán a megfogalmazás eredetét és a szerzői jogokat jelzi, nem szolgál a cikkben szereplő információk forrásmegjelöléseként.

## Külső hivatkozások
- Profilja, Løgtingið 150 - Hátíðarrit, p. 272 (feröeri)